# Umar Dimajew
Umar Dimajew ros. Умар Димаев (ur. 1 października 1908 w Urus-Martan, zm. 26 grudnia 1972) – czeczeński akordeonista i kompozytor.

## Życiorys
Pochodził z wielodzietnej rodziny chłopskiej, od pokoleń związanek z muzyką. Od dzieciństwa, podobnie jak jego bracia i siostry uczył się grać na akordeonie. W wieku 15 lat zaczął grać na weselach i uroczystościach rodzinnych.
Kiedy w 1924 w Urus-Martan uruchomiono pierwszą rozgłośnię radiową, szesnastoletni Umar grał w audycjach radiowych. W 1929 wystąpił razem z orkiestrą Teatru Narodowego, jako solista. Swoim występem zainteresował znanego kompozytora rosyjskiego Aleksandra Aleksandrowa, który uczył Dimajewa sztuki kompozycji.
W latach 30. Dimajew zyskał sławę jako solista zespołu ludowego, działającego przy rozgłośni radiowej Republiki Czeczeńsko-Inguskiej. Największym jego sukcesem była druga nagroda, którą otrzymał w 1939 na I Wszechzwiązkowym Festiwalu Muzyków Ludowych. W czasie II wojny światowej Dimajew poświęcił się komponowaniu pieśni patriotycznych, wśród których najsłynniejszy stał się Marsz Armii Czerwonej (Марш Красной Армии). Był także organizatorem tzw. brygad muzycznych, organizujących koncerty w szpitalach wojskowych i dla żołnierzy wyjeżdżających na front.
Życie Dimajewa uległo dramatycznej zmianie w lutym 1944, kiedy władze ZSRR przeprowadziły przymusową deportację Czeczenów i Inguszy. Rodzina Dimajewa trafiła do Kazachstanu. Dimajew występował w krótkich audycjach radiowych w rozgłośniach Kazachstanu. Coraz częściej organizował domowe koncerty dla Czeczenów, przypominając im w pieśniach ziemię, którą musieli opuścić. 
W latach 50. Dimajew powrócił z wygnania do rodzinnej Czeczenii. Wtedy też skomponował Taniec dla Mahmuda Esambajewa, chcąc uczcić najsłynniejszego tancerza czeczeńskiego. Jedną z pieśni poświęcił milionom Ukraińców, którzy zmarli w wyniku głodu na Ukrainie. Dimajew należał do założycieli zespołu tanecznego Wajnach (ros. Вайнах).
W 1972 przedstawiono jego kandydaturę do tytułu Zasłużony Artysta RFSRR, ale zmarł przed otrzymaniem tytułu.
Trzej synowie Dimajewa – Ali, Walid i Said zostali zawodowymi muzykami.

## Dyskografia
- 2002: Чечено-Ингушская танцевальная музыка